# Ludia
Ludia es un género con 35 especies de plantas de flores perteneciente a la familia Salicaceae. 

## Especies seleccionadas
- Ludia ambrensis
- Ludia ankaranensis
- Ludia antanosarum
- Ludia arborea
- Ludia bivalvis
- Ludia boinensis
- Ludia brevipes